# Paratrachea
Paratrachea är ett släkte av fjärilar. Paratrachea ingår i familjen nattflyn.
Kladogram enligt Catalogue of Life:
| Paratrachea | \| \| Paratrachea laches \| \| \| \| \| \| Paratrachea viridescens \| \| \| \| |
|             | \| \| Paratrachea laches \| \| \| \| \| \| Paratrachea viridescens \| \| \| \| |
|             | Paratrachea laches                                                             |
|             |                                                                                |
|             | Paratrachea viridescens                                                        |
|             |                                                                                |